# Bertil Samuelson
Bertil Gregers Samuelson (født 21. december 1974 i Gentofte, Danmark) er en dansk tidligere eliteroer.
Samuelson udgjorde, sammen med Bo Kaliszan, den danske dobbeltsculler ved OL 2000 i Sydney. Danskerne sluttede på en samlet 10. plads ud af 16 deltagende både.